# Manuel Cantudo
Manuel Cantudo Gavira (Málaga, 14 de septiembre de 1965) es un exfutbolista español que se desempeñaba como defensa. Pese a su nacimiento circunstancial en la Costa del Sol, es cántabro de adopción.

## Clubes
| Club                          | País   | Año       |
| ----------------------------- | ------ | --------- |
| Real Racing Club de Santander | España | 1984-1994 |